# Thatcher (Arizona)
Thatcher è una località degli Stati Uniti d'America, situata nella contea di Graham, nello Stato dell'Arizona.
Thatcher è sede dell'Eastern Arizona College (EAC), un college che offre lauree biennali e comprende una scuola per professioni infermieristiche.

## Geografia
La città è posta al centro della Upper Gila River Valley con una delle famose Madrean Sky Islands dell'Arizona che torreggia a sud e il fiume Gila a nord.
Secondo lo United States Census Bureau, la città ha un'area totale di 17,4 km², di cui 0,052 km² di acqua.

## Storia
Thatcher fu originariamente colonizzata dai membri della Chiesa di Gesù Cristo dei Santi degli Ultimi Giorni. Il primo membro fu John M. Moody che arrivò a Thatcher con sua moglie e i figli nel 1881. La fondazione di Thatcher è attribuita al pioniere mormone Christopher Layton, che acquistò un territorio di 2000 acri e lo chiamò "Thatcher", poi lo divise in appezzamenti e li vendette a dei coloni mormoni. Layton acquistò anche un mulino e costruì strade, canali e case.
L'Eastern Arizona College fa risalire la sua storia alla St. Joseph Stake Academy avviata dalla chiesa nella vicina Central. Central è anche l'ubicazione del Tempio della valle del Gida, in Arizona.

## Società

### Evoluzione demografica
| Anno del censimento                              | Popolazione | Nota | %±     |
| ------------------------------------------------ | ----------- | ---- | ------ |
| 1890                                             | 320         |      | -      |
| 1900                                             | 644         |      | 101,3% |
| 1910                                             | 904         |      | 40,4%  |
| 1920                                             | 899         |      | -0,6%  |
| 1930                                             | 895         |      | -0,4%  |
| 1940                                             | 1.106       |      | 23,6%  |
| 1950                                             | 1.284       |      | 16,1%  |
| 1960                                             | 1.581       |      | 23,1%  |
| 1970                                             | 2.320       |      | 46,7%  |
| 1980                                             | 3.374       |      | 45,4%  |
| 1990                                             | 3.763       |      | 11,5%  |
| 2000                                             | 4.022       |      | 6,9%   |
| 2010                                             | 4.865       |      | 21,0%  |
| 2020                                             | 5.231       |      | 7,5%   |
| Censimento decennale degli Stati Uniti d'America |             |      |        |

Secondo il censimento del 2000, c'erano 4.022 persone, 1.281 famiglie e 927 famiglie residenti nella città. La densità di popolazione era di 919,4 abitanti per 355,0/km². Erano presenti 1.427 unità abitative con una densità media di 326,2 per 125,9/km². La composizione razziale della città era 84,7% bianca, 0,8% nera o afroamericana, 1,8% nativa americana, 0,5% asiatica, 0,1% isolana del Pacifico, 9,9% di altre razze e 2,2% di due o più razze. Il 19,5% della popolazione era ispanica o latini.
C'erano 1.281 famiglie, di cui il 36,3% aveva figli di età inferiore ai 18 anni che convivevano con loro, il 59,3% erano coppie sposate che convivono, il 9,9% aveva una donna capofamiglia senza marito presente e il 27,6% non erano famiglie. Il 19,7% di tutte le famiglie era composto da individui e il 10,5% aveva qualcuno che viveva da solo che aveva 65 anni o più. La dimensione media della famiglia era di 3,37.
Nel comune la popolazione era distribuita, con il 27,6% sotto i 18 anni, il 22,8% tra i 18 e i 24 anni, il 18,9% tra i 25 e i 44 anni, il 18,3% tra i 45 e i 64 anni e il 12,4% tra 65 anni e oltre. L'età media era di 25 anni. Per ogni 100 femmine, c'erano 87,9 maschi. Per ogni 100 donne dai 18 anni in su, c'erano 83,5 maschi.
Il reddito medio per una famiglia in città era di $32.412. I maschi avevano un reddito medio di $35.815 contro $20.964 per le femmine. Il reddito pro capite della città era di $12.961. Il 17,2% della popolazione viveva al di sotto della soglia di povertà.

## Infrastrutture e trasporti
San Carlos Apache Nnee Bich'o Nii Transit fornisce il trasporto da Thatcher alla riserva indiana di San Carlos, Safford e Globe. Greyhound Lines serve Thatcher sulla sua rotta Phoenix - El Paso via Globe.
L'Arizona Eastern Railway gestisce il trasporto ferroviario di merci attraverso la città su un ramo precedentemente gestito dalla Southern Pacific. Il traffico è principalmente di prodotti in rame sulla rotta tra Bowie e Miami, AZ.